# Mur Łężycki

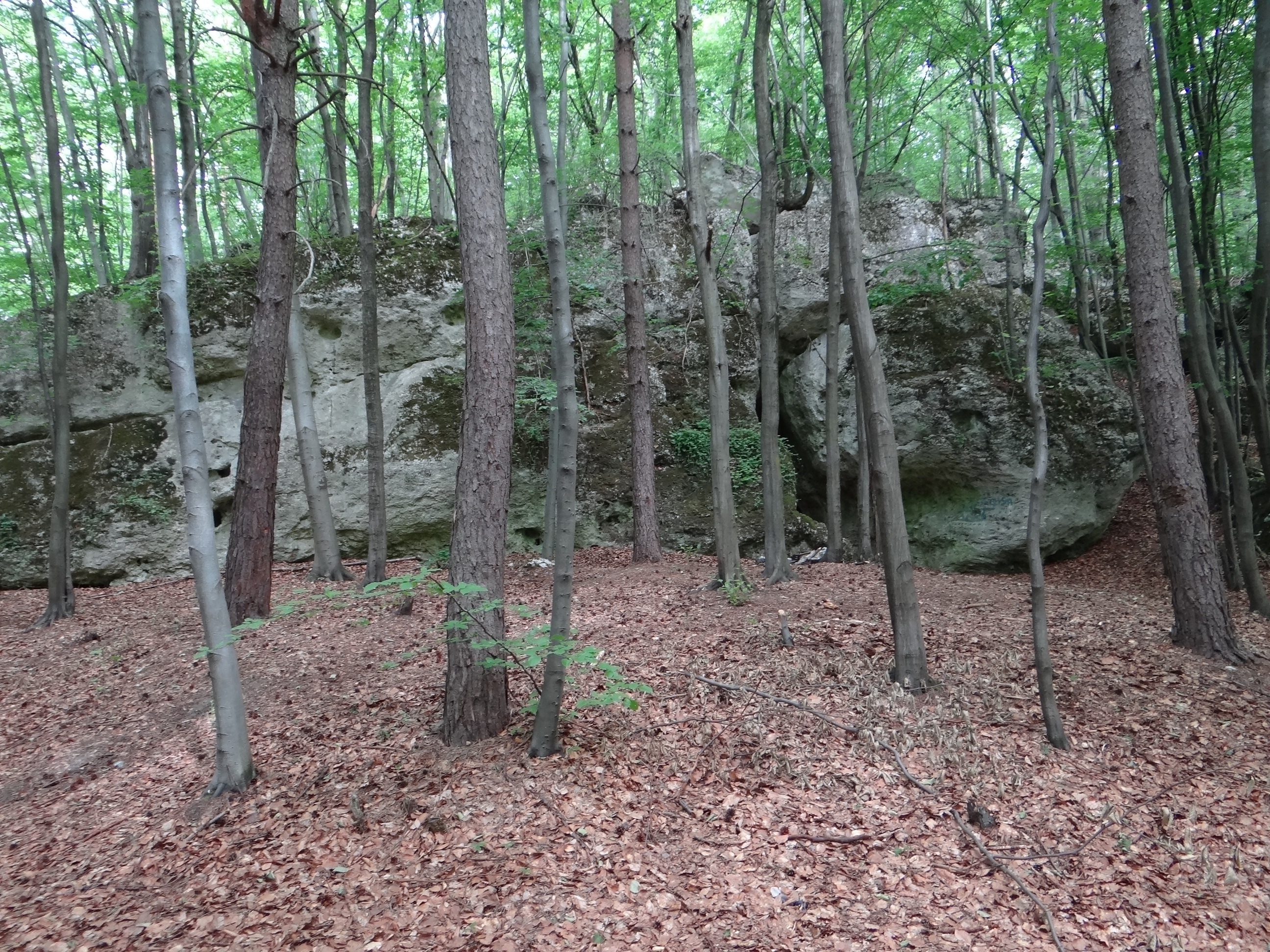
Fragment Muru Łężyckiego

Mur Łężycki – pas skał na stokach wzgórza Łężec na Wyżynie Częstochowskiej. Znajduje się w miejscowości Morsko w województwie śląskim, w powiecie zawierciańskim w gminie Włodowice i położony jest w lesie, około 500–800 m na południe od Zamku w Morsku. Przebiega z północnego zachodu na południowy wschód i ma długość prawie 500 m. W niektórych miejscach ma postać muru skalnego. W murze tym znajduje się Dziadowa Skała i Jaskinia w Dziadowej Skale, w której archeolodzy odkryli ślady zamieszkiwania przez ludzi prehistorycznych (50–38 tysięcy lat p.n.e.). 15 m na zachód od niej jest  Schronisko w Dziadowej Skale.

## Szlak turystyczny
Obok Dziadowej Skały i Dziadowej Jaskini prowadzi znakowany szlak turystyczny.
 Kroczyce – Dziadowa Skała – Zamek w Morsku